# Vittorio Lucchini
Vittorio Lucchini fue un deportista italiano que compitió en remo. Ganó dos medallas de plata en el Campeonato Europeo de Remo, en los años 1931 y 1932.

## Palmarés internacional
| Campeonato Europeo | Campeonato Europeo    | Campeonato Europeo | Campeonato Europeo |
| Año                | Lugar                 | Medalla            | Prueba             |
| ------------------ | --------------------- | ------------------ | ------------------ |
| 1931               | París (Francia)       | Medalla de plata   | Dos sin timonel    |
| 1932               | Belgrado (Yugoslavia) | Medalla de plata   | Dos sin timonel    |